# Sumin (województwo wielkopolskie)
Sumin – wieś w Polsce położona w województwie wielkopolskim, w powiecie konińskim, w gminie Wierzbinek.
W latach 1975–1998 miejscowość należała administracyjnie do województwa konińskiego.